# Valda Valkyrien
Valda Valkyrien, nata Adele Eleonore Freed  (Reykjavík, 30 settembre 1895 – Los Angeles, 22 ottobre 1956), è stata una ballerina e attrice danese.
Iniziò la sua carriera cinematografica come comparsa nel 1912 in un film della Nordisk Film. Nel 1914, si trasferì negli Stati Uniti dove recitò in una decina di pellicole, quasi tutte prodotte dalla Thanhouser. Si ritirò dagli schermi dopo aver sposato il suo secondo marito e aver assunto il nome di Adele Stuart Otto.

## Vita privata
I suoi dati anagrafici sono controversi: alcune fonti riportano come data e luogo di nascita il 30 settembre 1894 a Reykjavik, mentre altre fonti il 25 settembre 1895 a Copenaghen; il nome di nascita probabilmente era Adele Frisenfeldt oppure Adele Frede. Era moglie di Robert Stuart Otto che aveva sposato nel maggio 1919 dopo aver divorziato dal primo marito, il barone von Dewitz, sposato negli Stati Uniti nel giugno del 1914.
Morì a 61 anni, il 22 ottobre 1956 a Los Angeles. È sepolta al Forest Lawn Memorial Park di Glendale.

## Galleria d'immagini

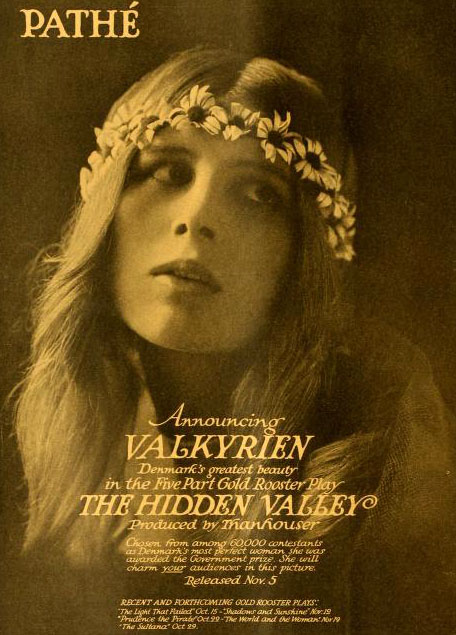
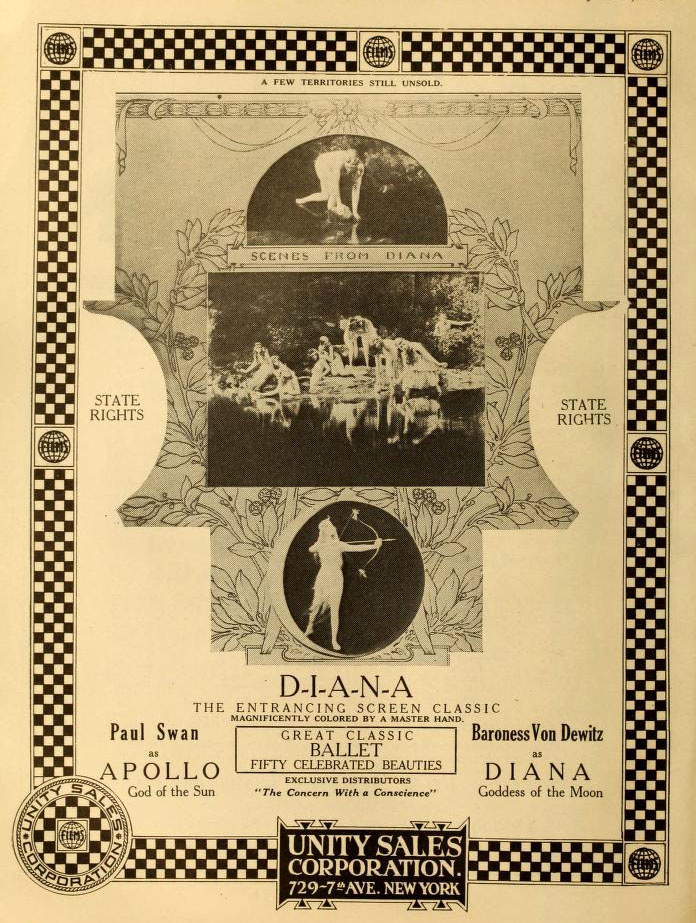

## Filmografia
- Bagtalelsens gift, regia di Waldemar Hansen - cortometraggio (1912)
- En historie om kaerlighed - cortometraggio (1912)
- To Søstre - cortometraggio (1912)
- La grande attrazione (Dødsspring til hest fra cirkuskuplen), regia di Eduard Schnedler-Sørensen (1912)
- De uheldige friere - cortometraggio (1912)
- Historien om en moder, regia di August Blom (1912)
- En moders kaerlighed, regia di Peter Lykke-Seest - cortometraggio (1912)
- Frederik Buch som skopudser, regia di Eduard Schnedler-Sørensen - cortometraggio (1912)
- Den stærkeste, regia di Eduard Schnedler-Sørensen - cortometraggio (1912)
- Dødsangstens maskespil, regia di Eduard Schnedler-Sørensen - cortometraggio (1912)
- Hans første Honorar, regia di August Blom - cortometraggio (1914)
- Direktørens Datter, regia di August Blom - cortometraggio (1912)
- The Thrilling Adventures of Count Verace, regia di Milton J. Fahrney (1914)
- Baroness Film Series (1914)
- Youth, regia di Harry Handworth - cortometraggio (1915)
- The Valkyrie, regia di Eugene Nowland - cortometraggio (1915)
- Silas Marner, regia di Ernest C. Warde - cortometraggio (1916)
- The Cruise of Fate, regia di Ernest C. Warde - cortometraggio (1916)
- Diana the Huntress, regia di Charles W. Allen e Francis Trevelyan Miller - cortometraggio (1916)
- The Unwelcome Mother, regia di James Vincent (1916)
- Hidden Valley, regia di Ernest C. Warde (1916)
- The Image Maker, regia di Eugene Moore (1917)
- Magda, regia di Émile Chautard (1917)
- The Crusher, regia di F.W. Stewart, Robin H. Townley, Leopold Wharton, Theodore Wharton
- T'Other Dear Charmer, regia di William P.S. Earle (1918)
- Huns Within Our Gates (1918)
- Bolshevism on Trial, regia di Harley Knoles (1919)